# 拉伯尔
拉伯尔（德語：Rabel）是德国石勒苏益格－荷尔斯泰因州的一个市镇。总面积8.84平方公里，总人口637人，其中男性327人，女性310人（2011年12月31日），人口密度72人/平方公里。